# Счётная палата Японии
Счётная палата Японии (яп. 会計検査院 Кайкэйкэнсаин) — орган государственного финансового контроля, который проверяет ежегодный заключительный отчёт о государственных доходах и расходах, представляемый Кабинетом министров Парламенту (статья 90 Конституции Японии). Основана в 1880 году. Член ИНТОСАИ.